# Prevole
Prevole este o localitate din comuna Žužemberk, Slovenia, cu o populație de 94 de locuitori.